# 三機工業
三機工業株式会社（さんきこうぎょう、英: Sanki Engineering Co., Ltd.）は、東京都中央区に本社を置く三井グループの総合設備建設会社である。

## 概要

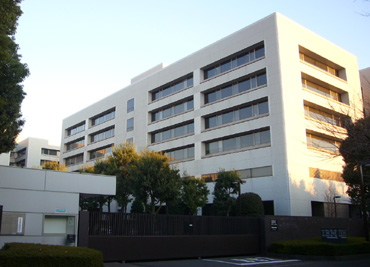
三機大和ビル（旧・IBM大和事業所）

空気調和設備、給排水衛生設備、電気設備、厨房設備、水処理施設、原子力関連施設、防災設備等の請負工事を行う。
三井物産機械部を母体として独立した三井系企業である。東洋キヤリア、新日本空調の設立などに関わるが、いずれも現在は資本など関連が無い。

## 沿革
- 1925年（大正14年）4月 - 創業。三井物産機械部の業務に関連して設立、社名を三機工業株式会社とする[2]。
- 1929年（昭和4年）9月19日 - 鋼製建具を製造する子会社として三建工業株式会社を設立[3]。
- 1930年（昭和5年）12月3日 - アメリカのキヤリア・コーポレーションと共同出資で東洋キヤリア工業株式会社を設立[2]。
- 1931年（昭和6年）1月 - 本店を三信ビルディングへ移転。
- 1939年（昭和14年）6月1日 - 専属下請工場の小沢製作所を吸収合併し、鶴見工場を開場[4]。
- 1949年（昭和24年）8月1日 - 企業再建整備法に基づき、冷暖房・衛生水道・金属製サッシなどの請負及び販売を目的に旧三機工業株式会社の第二会社として設立。
- 1950年（昭和25年）9月5日 - 東京証券取引所に上場。
- 1957年（昭和32年）7月15日 - 大阪証券取引所に上場。
- 1960年（昭和35年）7月 - 富士三機鋼管株式会社へ鋼管部門の営業を譲渡。
- 1961年（昭和36年）8月 - 名古屋証券取引所に上場。
- 1973年（昭和48年）12月 - 三井軽金属加工株式会社[注釈 1]へ窓枠部門の営業を譲渡。
- 1974年（昭和49年）9月 - 建設設備子会社として株式会社三機加工センター[注釈 2]を設立。
- 1980年（昭和55年）
  - 4月 - 建設設備子会社として株式会社三機空調センターと株式会社三機電設センター[注釈 3]を設立。
  - 5月 - プラント設備子会社として株式会社三機産設センター[注釈 4]を設立。
  - 9月 - プラント設備子会社として株式会社三機環設センター[注釈 5]を設立。
- 1982年（昭和57年）6月 - 神奈川県大和市に新技術研究所を建設。
- 1985年（昭和60年）10月 - 建設設備子会社として関西総合設備株式会社・中部総合設備株式会社を設立。
- 1990年（平成2年）6月 - プラント設備子会社としてサンキ環境サービス株式会社[注釈 6]を設立。
- 2005年（平成17年）4月 - 建設設備子会社として三機アイティサービス株式会社を設立。
- 2006年（平成18年）9月 - オーストリアの散気装置製造・販売会社 AQUACONSULT Anlagenbau GmbH の経営権を取得、プラント設備子会社とする。
- 2008年（平成20年）4月  - 東和興産株式会社を吸収合併。東京総合設備株式会社が関西総合設備、中部総合設備、九州総合設備、三機アイティサービスを吸収合併して三機テクノサポート株式会社へ商号変更。
- 2010年（平成22年）8月15日 - 大阪証券取引所、名古屋証券取引所上場廃止。
- 2011年（平成23年）10月 -  東京都中央区明石町に本店移転
- 2012年（平成24年）11月 -  三机建筑工程（上海）有限公司が上海三機工程諮詢有限公司を吸収合併
- 2018年（平成30年）10月 -  神奈川県大和市に総合研修・研究施設三機テクノセンターを建設
- 2019年（令和元年）9月 -  神奈川県大和市に建設した機械システム事業の主力生産拠点「大和プロダクトセンター」を本格稼働
- 2022年（令和4年）4月 -  東京証券取引所の市場区分の見直しにより市場第一部からプライム市場へ移行

## 関係会社
- 連結子会社・持分法適用関連会社を下記、括弧内は出資比率。

### 連結子会社
- 三機テクノサポート株式会社 (100%)
- 三機産業設備株式会社 (100%)
- 三機化工建設株式会社 (100%)
- 三機環境サービス株式会社 (100%)
- AQUACONSULT Anlagenbau GmbH (100%)

### 持分法適用関連会社
- 秋田エコプラッシュ株式会社 (38.5%)
- 奥羽クリーンテクノロジー株式会社 (43.0%)

## 代理店

### 上場企業の代理店
- サンワテクノス[5]
- 鳥羽洋行[5]

## 提供番組
- THE TIME,（TBS[注釈 7]系列）
- JNN報道特集（TBS系列）
- いつみても波瀾万丈（日本テレビ系列）